# Andrew Ridgeley
Andrew John Ridgeley (sinh ngày 26 tháng 1 năm 1963) là một ca sĩ, nhạc sĩ và nhà sản xuất đĩa hát người Anh. Anh nổi tiếng với tác phẩm của mình vào những năm 1980 với vai trò là một thành viên của bộ đôi âm nhạc Wham !.

## Tiểu sử
Ridgeley sinh ở Windlesham, Surrey, Anh. Mẹ và cha anh là Jennifer và Albert Ridgeley; mẹ anh người Anh còn cha anh là người lai có gốc Ý và Ai Cập. Ridgeley lớn lên ở Bushey, Hertfordshire, và học ở Trường Bushey Meads. Mẹ anh là giáo viên tại Trường tiểu học Bushey Heath còn cha anh làm cho Canon. Khi George Michael đi học, Ridgeley tình nguyện che chở cho anh này.

## Sự nghiệp
Sau nhiều năm chơi trong các nhóm nhạc khác nhau, đáng chú ý nhất là Executive, Michael và Ridgeley đã thành lập Wham! Sau đó họ tiếp cận các nhãn hiệu thu âm khác nhau bằng băng tự tạo (mất 10 phút để ghi lại trong phòng khách của Ridgeley) và ký kết với Innervision Records. Theo I'm Coming to Take You to Lunch ("Tôi sẽ đến bên bạn để ăn trưa"), một cuốn sách do nhà quản lý của Wham, Simon Napier-Bell, ban nhạc đã rời khỏi Innervision sau album đầu tiên và ký với CBS.

### Wham!
Wham! được hưởng thành công trên toàn thế giới từ năm 1982 đến năm 1986, bán được hơn 28 triệu bản trên toàn thế giới. Wham! đã ra mắt lần đầu ở Hoa Kỳ trên 'American Bandstand của Dick Clark và trở thành nhóm nhạc duy nhất của Anh quốc trong thập niên 1980 có 3 địa đơn số 1 ở cả Anh và Mỹ.